# Jean-Baptiste Reboul
Jean-Baptiste Joseph Marius Reboul, né le 12 avril 1862 à La Roquebrussanne (Var) et mort le 20 mars 1926 à Marseille, est un chef cuisinier français. Il est notamment connu pour son livre La Cuisinière provençale, compilant plus de 1 000 recettes provençales et 365 menus.

## Biographie
Reboul apprend le métier de cuisinier dans des hôtels de Montreux sur le lac Léman, puis il partage son travail saisonnier entre la Suisse et la Provence, avant de s'installer à Marseille en 1884. Il devient chef de cuisine à l'Hôtel de Castille puis à l'Hôtel du Luxembourg. À partir de 1900 et jusqu'à la fin de sa carrière, il est le chef de la maison familiale des Noilly Prat.
Jean-Baptiste Reboul recueille les recettes provençales dans son manuel La Cuisinière provençale ; la première édition de 1897 fut un succès instantané. Une copie de la sixième édition de 1910 est envoyée au poète Frédéric Mistral, créateur du Museon Arlaten, musée de la culture provençale en Arles. Enthousiaste, Mistral félicite le cuisinier, lui assure que son ouvrage se trouve dans la bibliothèque du Museon Arlaten, et lui demande d'ajouter les noms des plats en provençal, ce qui sera fait dans les éditions suivantes.
Le livre comprend 1 120 recettes et 365 menus. Il a été publié dans 24 éditions (250 000 exemplaires), parfois sous le titre La Cuisinière du Midi et est toujours régulièrement réédité.